# Franse parlementsverkiezingen 1902
Op 27 april en 11 mei 1902 werden er in Frankrijk parlementsverkiezingen gehouden die werden gewonnen door de Conservatieve Republikeinen. Aanzienlijke winst was er ook voor de rooms-katholieke republikeinen, gegroepeerd in de Action Libérale Populaire (Liberale Volksactie).

## Uitslag

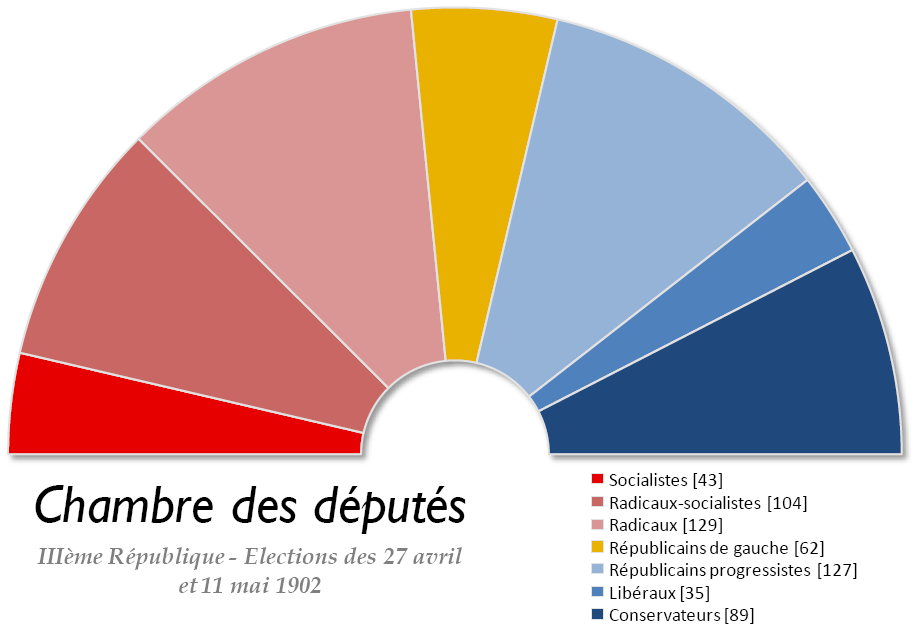
Verkiezingsuitslag

| Politieke partij/stroming                   | stemmen   | zetels | %      |
| ------------------------------------------- | --------- | ------ | ------ |
| Liberale Volksactie                         | 2.383.080 | 89     | 28,33% |
| Progressieve Republikeinen (conservatieven) | 1.500.000 | 127    | 17,83% |
| Onafhankelijke Radicalen                    | 1.413.931 | 129    | 16,81% |
| Liberalen                                   | 885.615   | 35     | 10,53% |
| Socialisten                                 | 875.532   | 43     | 10,41% |
| Radicaal-Socialistische Partij              | 853.140   | 104    | 10,14% |
| Republikeinse Democratische Alliantie       | 501.429   | 62     | 5,96%  |